# Lijst van gemeentelijke monumenten in Rotterdam
De gemeente Rotterdam heeft 451 gemeentelijke monumenten. Hieronder een overzicht. 

## Charlois
Het stadsdeel Charlois kent 5 gemeentelijke monumenten:
| Object                                        | Bouwjaar   | Architect     | Locatie                                                            | Coördinaten                   | Nr.               | Afbeelding                                    |
| --------------------------------------------- | ---------- | ------------- | ------------------------------------------------------------------ | ----------------------------- | ----------------- | --------------------------------------------- |
| Walradarstations in Nieuwe Zakelijkheid stijl | circa 1935 |               | Charloisse Hoofd 29                                                | 51° 53' 53" NB, 4° 27' 57" OL | 0599/C-384a       | Walradarstations in Nieuwe Zakelijkheid stijl |
| Voormalig pastoriehuis                        | 1900       |               | Charloisse Kerksingel 34-36                                        |                               | 0599/(nieuw-2021) | Voormalig pastoriehuis                        |
|                                               |            |               | Doklaan 10-14                                                      | 51° 53' 44" NB, 4° 28' 2" OL  | 0599/E-385        |                                               |
| Dordtselaanflat                               |            |               | Dordtselaan 1-19                                                   | 51° 53' 43" NB, 4° 29' 38" OL | 0599/E-386        | Meer afbeeldingen                             |
| Praktijkwoning Hefting                        | 1960       | Herman Haan   | Sommelsdijkstraat 40                                               | 51° 52' 35" NB, 4° 28' 18" OL | 0599/E-398        | Meer afbeeldingen                             |
| portiekwoningen (De Vissekommen)              | 1956       | Harry Nefkens | Stellendamstraat 67a-85c, 68a-86c Dirkslandstraat 67a-85c, 68a-86c | 51° 52' 30" NB, 4° 28' 32" OL | 0599/C-399        | Meer afbeeldingen                             |
| Woonhuis                                      | 1832       |               | Zuidhoek 19                                                        |                               | 0599/(nieuw-2021) | Woonhuis                                      |

## Botlek-Europoort-Maasvlakte
Het stadsdeel Botlek-Europoort-Maasvlakte, kent 1 gemeentelijk monument
| Object                      | Bouwjaar | Architect       | Locatie   | Coördinaten                  | Nr.                        | Afbeelding        |
| --------------------------- | -------- | --------------- | --------- | ---------------------------- | -------------------------- | ----------------- |
| Vuurtoren aan de Maasvlakte | 1974     | W. Colenbrander | Europaweg | 51° 58' 13" NB, 4° 0' 51" OL | 0599/(nieuw in maart 2024) | Meer afbeeldingen |

## Delfshaven
Het stadsdeel Delfshaven kent 86 gemeentelijke monumenten. Zie de lijst van gemeentelijke monumenten in Delfshaven.

## Feijenoord
Het stadsdeel Feijenoord kent 20 gemeentelijke monumenten:
| Object                                                                              | Bouwjaar        | Architect                          | Locatie                                                  | Coördinaten                   | Nr.               | Afbeelding                                                                          |
| ----------------------------------------------------------------------------------- | --------------- | ---------------------------------- | -------------------------------------------------------- | ----------------------------- | ----------------- | ----------------------------------------------------------------------------------- |
| 1e Stuhlemeijercomplex                                                              | 1920-1924       | J.M. van Hardeveld en J. Pauw      | 1e Stuhlemeijercomplex                                   | 51° 53' 24" NB, 4° 30' 8" OL  | 0599/C-005        | Meer afbeeldingen                                                                   |
| 2e Stuhlemeijercomplex                                                              | 1920-1924       | J.M. van Hardeveld en J. Pauw      | 2e Stuhlemeijercomplex                                   | 51° 53' 31" NB, 4° 30' 38" OL | 0599/C-007        | Meer afbeeldingen                                                                   |
| De Kossel I, Woningbouwcomplex                                                      | 1929            | Hulsebosch, J.H.                   | 2e Balsemienstraat 28-38, 31-41, 40-52, 43-55            | 51° 53' 35" NB, 4° 29' 56" OL | 0599/C-006        | Meer afbeeldingen                                                                   |
| Scholencomplex Grift Mare in Verstrakte Amsterdamse School stijl                    | circa 1925      | Steur, ir A. van der               | Grift 38-44 Mare 67 Enk 163                              | 51° 52' 55" NB, 4° 30' 33" OL | 0599/C-405        | Meer afbeeldingen                                                                   |
| Woonhuizen in Tuindorp Vreewijk in traditionalistische stijl                        | 1922            | Grandpre Moliere                   | Groenezoom 158-164                                       | 51° 53' 8" NB, 4° 30' 55" OL  | 0599/E-406        | Meer afbeeldingen                                                                   |
| Wijkgebouw Het Witte Paard in traditionalisische stijl                              | 1922            | Roos en Overeijnder, De            | Groenezoom 245                                           | 51° 53' 7" NB, 4° 30' 43" OL  | 0599/E-407        | Meer afbeeldingen                                                                   |
| Vredeskerk                                                                          |                 |                                    | Lede 117-121                                             | 51° 53' 11" NB, 4° 30' 30" OL | 0599/C-408        | Vredeskerk                                                                          |
| School voor Christelijk Volksonderwijs in Jugendstil stijl                          | 1899            |                                    | Nassauhaven 433                                          | 51° 54' 34" NB, 4° 30' 26" OL | 0599/E-389        | School voor Christelijk Volksonderwijs in Jugendstil stijl                          |
| Scholengemeenschap 'Nicolaas Witsen'                                                | 1966 (ca)       | A.A. Stekelenburg (Gemeentewerken) | Olympiaweg 395                                           | 51° 53' 12" NB, 4° 32' 24" OL | 0599/E-197        | Scholengemeenschap 'Nicolaas Witsen'                                                |
| Stadion Feijenoord                                                                  | 1937            | Brinkman, J.A. Vlugt, L.C. van der | Olympiaweg 50                                            | 51° 53' 38" NB, 4° 31' 14" OL | 0599/E-022        | Meer afbeeldingen                                                                   |
| Voormalige gemeentelijke gasfabriek Feijenoord                                      |                 |                                    | Voormalige gemeentelijke gasfabriek Feijenoord (Terrein) |                               | 0599/C-010        | Voormalige gemeentelijke gasfabriek Feijenoord                                      |
| Voormalige gemeentelijke gasfabriek Feijenoord, Sch, Schoorsteen met Waterreservoir | 1915            |                                    | Persoonshaven (Bij 906)                                  |                               | 0599/C-010A       | Voormalige gemeentelijke gasfabriek Feijenoord, Sch, Schoorsteen met Waterreservoir |
| Voormalige gemeentelijke gasfabriek Feijenoord, Kle, Gashouders                     | 1897            |                                    | Persoonshaven 906                                        | 51° 54' 12" NB, 4° 30' 48" OL | 0599/C-010B       | Voormalige gemeentelijke gasfabriek Feijenoord, Kle, Gashouders                     |
| Machinefabriek Kuypers                                                              | 1909-1912       | A. Maarleveld Azn                  | Piekstraat 69                                            | 51° 54' 24" NB, 4° 30' 47" OL | 0599/E-344        | Machinefabriek Kuypers                                                              |
| Vm. Dordtsche bank in overgangsstijl; Um 1800 stijl                                 | circa 1910      | Lemmens,P.J.                       | Prins Hendrikkade 67                                     | 51° 54' 50" NB, 4° 29' 50" OL | 0599/E-395        | Vm. Dordtsche bank in overgangsstijl; Um 1800 stijl                                 |
| Voormalig school voor lager onderwijs                                               | 1927            |                                    | Putselaan 178                                            |                               | 0599/(nieuw-2021) | Voormalig school voor lager onderwijs                                               |
| Openbare basisschool De Zonnehoek in Verstrakte Amsterdamse School stijl            | circa 1920-1925 |                                    | Stichtseplein 1-2                                        | 51° 53' 36" NB, 4° 30' 47" OL | 0599/E-400        | Meer afbeeldingen                                                                   |
| Wijkgebouw Het Jagershuis in Delftse School stijl                                   | circa 1925      |                                    | Weimansweg 70-72                                         | 51° 53' 20" NB, 4° 30' 7" OL  | 0599/E-411        | Meer afbeeldingen                                                                   |
| Pakhuizen Celebes, Java, Borneo en Sumatra                                          | 1940            |                                    | Wilhelminakade 52-58                                     | 51° 54' 23" NB, 4° 29' 19" OL | 0599/E-278        | Meer afbeeldingen                                                                   |
| Las Palmas                                                                          | 1951            | Van den Broek en Bakema            | Wilhelminakade 300-336                                   | 51° 54' 19" NB, 4° 29' 13" OL | 0599/E-402        | Meer afbeeldingen                                                                   |

## Hillegersberg-Schiebroek
Het stadsdeel Hillegersberg-Schiebroek kent 27 gemeentelijke monumenten:
| Object                                                  | Bouwjaar        | Architect                         | Locatie                     | Coördinaten                   | Nr.               | Afbeelding                                              |
| ------------------------------------------------------- | --------------- | --------------------------------- | --------------------------- | ----------------------------- | ----------------- | ------------------------------------------------------- |
| RK complex Christus Koning, Bewaarschool                | 1928            | Vries, H.P.J. de                  | Adriaan Paauwlaan 5-7       | 51° 56' 48" NB, 4° 28' 52" OL | 0599/C-342d       | RK complex Christus Koning, Bewaarschool                |
| Transformatorhuisje                                     | 1920            |                                   | Bergpolderplein 18          |                               | 0599/(nieuw-2021) | Transformatorhuisje                                     |
| Woonhuis                                                | 1929            |                                   | Chabotlaan 10               |                               | 0599/(nieuw-2021) | Woonhuis                                                |
| Loods waarin het Radiomuseum gevestigd is               | circa 1920      |                                   | Ceintuurbaan 104            | 51° 56' 32" NB, 4° 28' 47" OL | 0599/E-383        | Loods waarin het Radiomuseum gevestigd is               |
| Villa Woonhuis Leyten                                   | 1958            | Bakker, H.D.                      | Glazoenowlaan 12            | 51° 57' 33" NB, 4° 30' 53" OL | 0599/E-137        | Villa Woonhuis Leyten                                   |
| Bungalow Woonhuis Van Raalte                            | 1961            | Tijen, W. van                     | Glazoenowlaan 3             | 51° 57' 31" NB, 4° 30' 49" OL | 0599/E-136        | Bungalow Woonhuis Van Raalte                            |
| RK complex Christus Koning, Lagere School               | 1928            | Vries, H.P.J. de                  | Johan de Wittlaan 5-9       | 51° 56' 48" NB, 4° 28' 56" OL | 0599/C-342c       | RK complex Christus Koning, Lagere School               |
| Bungalow Woonhuis Hoogerheide                           | 1955-1957       | Maaskant, H.A.                    | Mozartlaan 145              | 51° 57' 29" NB, 4° 30' 43" OL | 0599/E-138        | Bungalow Woonhuis Hoogerheide                           |
| Villa Van Buchem                                        | 1957-1961       | Van den Broek en Bakema           | Offenbachlaan 5             | 51° 57' 38" NB, 4° 30' 46" OL | 0599/E-139        | Villa Van Buchem                                        |
| Woonhuis Groosman                                       | 1956            | Groosman, E.F.                    | Prinses Beatrixplantsoen 10 | 51° 57' 23" NB, 4° 30' 4" OL  | 0599/E-131        | Woonhuis Groosman                                       |
| Woonhuis Wagschal                                       | 1958            | Boks, J.W.C. (Joost), Kuijper, M. | Prinses Beatrixplantsoen 22 | 51° 57' 19" NB, 4° 30' 12" OL | 0599/E-132        | Woonhuis Wagschal                                       |
| Villa Woonhuis Uitenbroek                               | 1956, 1954-1956 | Haan, H.P.C                       | Prinses Beatrixplantsoen 24 | 51° 57' 17" NB, 4° 30' 14" OL | 0599/E-133        | Villa Woonhuis Uitenbroek                               |
| Villa Woonhuis Tol                                      | 1957            | Tol, B.                           | Prinses Beatrixplantsoen 31 | 51° 57' 12" NB, 4° 30' 23" OL | 0599/E-135        | Villa Woonhuis Tol                                      |
| Vm. Algemene begraafplaats Schiebroek: Baarhuisje       | 1903            |                                   | Ringdijk 43                 |                               | 0599/C-239b       | Vm. Algemene begraafplaats Schiebroek: Baarhuisje       |
| vm. Algemene begraafplaats Schiebroek: Begraafplaatshek | 1903            |                                   | Ringdijk 43                 |                               | 0599/C-239a       | vm. Algemene begraafplaats Schiebroek: Begraafplaatshek |
| Voormalig raadhuis van Schiebroek                       | 1928            |                                   | Ringdijk 50                 |                               | 0599/(nieuw-2021) | Voormalig raadhuis van Schiebroek                       |
| RK complex Christus Koning, Parochiehuis                | 1928            | Vries, H.P.J. de                  | Statenlaan 12               | 51° 56' 47" NB, 4° 28' 56" OL | 0599/C-342b       | RK complex Christus Koning, Parochiehuis                |
| RK complex Christus Koning, Kerk met pastorie           | 1928-1930       | Vries, H.P.J. de                  | Statenplein 1               | 51° 56' 48" NB, 4° 28' 53" OL | 0599/C-342a       | RK complex Christus Koning, Kerk met pastorie           |
| Dubbel woonhuis                                         | 1895            |                                   | Straatweg 1-3               |                               | 0599/(nieuw-2021) | Dubbel woonhuis                                         |
| Woonhuizen                                              | 1915            |                                   | Straatweg 13-19             |                               | 0599/(nieuw-2021) | Woonhuizen                                              |
| Voormalig woning met wagenschuur                        | 1890            |                                   | Straatweg 125               |                               | 0599/(nieuw-2021) | Voormalig woning met wagenschuur                        |
| Hoeve Vruchtenburg, Boerderij                           | 1800 (ca)       |                                   | Straatweg 171               | 51° 57' 5" NB, 4° 29' 20" OL  | 0599/E-087        | Hoeve Vruchtenburg, Boerderij                           |
| Villa 'Elizabeth', Woonhuis                             | 1866            |                                   | Straatweg 230               | 51° 57' 7" NB, 4° 29' 24" OL  | 0599/E-083        | Villa 'Elizabeth', Woonhuis                             |
| Villa Rozenberg in Eclectisch stijl                     | 1886            |                                   | Straatweg 244               | 51° 57' 9" NB, 4° 29' 28" OL  | 0599/E-401        | Villa Rozenberg in Eclectisch stijl                     |
| Boerderij                                               | 1850 (ca)       |                                   | Terbregseweg 1              | 51° 57' 20" NB, 4° 31' 10" OL | 0599/E-017        | Boerderij                                               |
| Woonhuis de Klerk, Bungalow                             | 1961            | Broek en Bakema                   | Tsjaikofskilaan 5           | 51° 57' 36" NB, 4° 30' 47" OL | 0599/E-140        | Woonhuis de Klerk, Bungalow                             |
| Appartementencomplex met winkels                        | 1958            |                                   | Weissenbruchlaan 10-148     |                               | 0599/(nieuw-2021) | Appartementencomplex met winkels                        |

## Hoogvliet
Het stadsdeel Hoogvliet kent 11 gemeentelijke monumenten:
| Object                                            | Bouwjaar               | Architect  | Locatie                   | Coördinaten                   | Nr.         | Afbeelding                                |
| ------------------------------------------------- | ---------------------- | ---------- | ------------------------- | ----------------------------- | ----------- | ----------------------------------------- |
| kerkgebouw                                        | 1658-1660 (toren 1806) |            | Achterweg 10              | 51° 51' 52" NB, 4° 21' 31" OL | 0599/E-236  | kerkgebouw                                |
| Boerderij Dijkzicht (Erf)                         |                        |            | Dorpsstraat 326           | 51° 51' 42" NB, 4° 21' 40" OL | 0599/C-233c | Boerderij Dijkzicht (Erf)                 |
| Boerderij Dijkzicht (Boerderij), boerderijcomplex | ca. 1850               |            | Dorpsstraat 326           | 51° 51' 42" NB, 4° 21' 40" OL | 0599/C-233a | Meer afbeeldingen                         |
| Boerderij Dijkzicht (Schuur)                      |                        |            | Dorpsstraat 326           | 51° 51' 42" NB, 4° 21' 40" OL | 0599/C-233b | Boerderij Dijkzicht (Schuur)              |
| Restant Spijkenissebrug , Spijkenissebrug         | 1903(ca)               |            | Groene Kruisweg           | 51° 51' 38" NB, 4° 23' 21" OL | 0599/C-237a | Restant Spijkenissebrug , Spijkenissebrug |
| Oude Tramhuisje                                   | 1946                   | C. Elffers | Groene Kruisweg 819       | 51° 51' 49" NB, 4° 21' 21" OL | 0599/E-235  | Oude Tramhuisje                           |
| Vm. Spijkenissebrug, Brugknechtenwoning           | 1903 (ca)              |            | Groene Kruisweg 950-954   | 51° 51' 36" NB, 4° 20' 34" OL | 0599/C-237b | Vm. Spijkenissebrug, Brugknechtenwoning   |
| Arbeiderswoningen Jan de Raadtkade                | 1906 (ca)              |            | Jan de Raadkade 1,2-4     | 51° 51' 55" NB, 4° 21' 38" OL | 0599/C-238a | Arbeiderswoningen Jan de Raadtkade        |
| Arbeiderswoningen Jan de Raadtkade                | 1906 (ca)              |            | Jan de Raadtkade 13,14-17 | 51° 51' 54" NB, 4° 21' 38" OL | 0599/C-238d | Arbeiderswoningen Jan de Raadtkade        |
| Arbeiderswoningen Jan de Raadtkade                | 1906 (ca)              |            | Jan de Raadtkade 5,6-8    | 51° 51' 54" NB, 4° 21' 38" OL | 0599/C-238b | Arbeiderswoningen Jan de Raadtkade        |
| Arbeiderswoningen Jan de Raadtkade                | 1906 (ca)              |            | Jan de Raadtkade 9,10-12  | 51° 51' 54" NB, 4° 21' 37" OL | 0599/C-238c | Arbeiderswoningen Jan de Raadtkade        |

## IJsselmonde
Het stadsdeel IJsselmonde kent 16 gemeentelijke monumenten:
| Object                | Bouwjaar  | Architect    | Locatie                 | Coördinaten                   | Nr.         | Afbeelding            |
| --------------------- | --------- | ------------ | ----------------------- | ----------------------------- | ----------- | --------------------- |
| Urban Villa's         | 1960      |              | Aristotelesstraat 25-57 | 51° 52' 53" NB, 4° 31' 40" OL | 0599/C-186a | Urban Villa's         |
| Boerderij             | 1868      |              | Benedenrijweg 297       | 51° 54' 0" NB, 4° 33' 56" OL  | 0599/E-187  | Boerderij             |
| Woonhuizen            | 1895 (ca) |              | Benedenstraat 9-15      | 51° 54' 4" NB, 4° 33' 4" OL   | 0599/E-188  | Woonhuizen            |
| School                | 1872      |              | Bovenstraat 132         | 51° 54' 6" NB, 4° 32' 55" OL  | 0599/E-189  | School                |
| Woonhuis              | (ca)-1869 |              | Bovenstraat 176         | 51° 54' 2" NB, 4° 32' 49" OL  | 0599/E-190  | Woonhuis              |
| Raadhuis met woonhuis | 1875 (ca) |              | Bovenstraat 61-63       | 51° 54' 5" NB, 4° 32' 57" OL  | 0599/E-191  | Raadhuis met woonhuis |
| Woonhuizen met winkel | 1895 (ca) |              | Bovenstraat 71-73       | 51° 54' 5" NB, 4° 32' 56" OL  | 0599/E-192  | Woonhuizen met winkel |
| Woonhuis              | 1880 (ca) |              | Bovenstraat 96          | 51° 54' 5" NB, 4° 32' 59" OL  | 0599/E-193  | Woonhuis              |
| Woonhuis              | 1900      |              | Buitendijk 111          | 51° 53' 16" NB, 4° 31' 50" OL | 0599/E-194  | Woonhuis              |
| Woonhuis              | 1963 (ca) | Hoogstad, J. | Karl Marxstraat 65      | 51° 52' 45" NB, 4° 30' 43" OL | 0599/E-195  | Woonhuis              |
| Pastorie Nh Kerk      | 1885 (ca) |              | Kasteelweg 52           | 51° 54' 1" NB, 4° 32' 54" OL  | 0599/E-196  | Pastorie Nh Kerk      |
| Urban Villa's, Flat   | 1960      |              | Platostraat 116-148     | 51° 52' 53" NB, 4° 31' 34" OL | 0599/C-186b | Urban Villa's, Flat   |
| Urban Villa's, Flat   | 1960      |              | Platostraat 264-296     | 51° 52' 52" NB, 4° 31' 28" OL | 0599/C-186c | Urban Villa's, Flat   |
| NH Kerk               | 1962 (ca) |              | Sportlaan 1             | 51° 53' 34" NB, 4° 32' 6" OL  | 0599/E-129  | NH Kerk               |
| Boerencomplex         | 1850      |              | Zuider Kerkedijk 296    | 51° 52' 57" NB, 4° 32' 26" OL | 0599/C-200a | Boerencomplex         |
| Schuur                |           |              | Zuider Kerkedijk 296    | 51° 52' 57" NB, 4° 32' 26" OL | 0599/C-200b | Schuur                |

## Kralingen-Crooswijk
De deelgemeente Kralingen-Crooswijk kent 94 gemeentelijke monumenten. Zie de Lijst van gemeentelijke monumenten in Kralingen-Crooswijk voor een overzicht.

## Noord
Het stadsdeel Rotterdam-Noord kent 51 gemeentelijke monumenten. Zie de lijst van gemeentelijke monumenten in Rotterdam Noord voor een overzicht.

## Overschie
Het stadsdeel Overschie kent 8 gemeentelijke monumenten:
| Object                                             | Bouwjaar   | Architect | Locatie                      | Buurt        | Coördinaten                   | Nr.               | Afbeelding                                 |
| -------------------------------------------------- | ---------- | --------- | ---------------------------- | ------------ | ----------------------------- | ----------------- | ------------------------------------------ |
| Keersluis Poldervaart                              |            |           | Langebrug (bij keersluis)    | Noord Kethel | 51° 57' 19" NB, 4° 23' 59" OL | 0599/E-379        | Meer afbeeldingen                          |
| Woonhuis                                           | 1895       |           | Overschiese Dorpstraat 21    | Overschie    |                               | 0599/(nieuw-2021) | Woonhuis                                   |
| Woonhuis met voormalig koetshuis                   | 1832       |           | Overschiese Dorpstraat 33-35 | Overschie    |                               | 0599/(nieuw-2021) | Woonhuis met voormalig koetshuis           |
| Voormalig Raadshuis Overschie in eclectische stijl | circa 1860 |           | Overschiese Dorpsstraat 64   | Overschie    | 51° 56' 22" NB, 4° 25' 16" OL | 0599/E-390        | Meer afbeeldingen                          |
| Voormalig vergaderlokaal van de Grote Kerk         | 1901       |           | Overschiese Dorpstraat 98    | Overschie    |                               | 0599/(nieuw-2021) | Voormalig vergaderlokaal van de Grote Kerk |
| Voormalig pastorie van de Grote Kerk               | 1883       |           | Overschiese Dorpstraat 100   | Overschie    |                               | 0599/(nieuw-2021) | Voormalig pastorie van de Grote Kerk       |
| Voormalig veevoedermaalderij Ons Belang            | 1908       |           | Overschieseweg 10-12         | Overschie    |                               | 0599/(nieuw-2021) | Voormalig veevoedermaalderij Ons Belang    |
| 19e -eeuwse villa                                  | 1874       |           | Rotterdamse Rijweg 21        | Overschie    |                               | 0599/(nieuw-2021) | 19e -eeuwse villa                          |

## Pernis
Het dorp Pernis kent 5 gemeentelijke monumenten:
| Object                                                                     | Bouwjaar   | Architect | Locatie              | Coördinaten                   | Nr.               | Afbeelding                                                                 |
| -------------------------------------------------------------------------- | ---------- | --------- | -------------------- | ----------------------------- | ----------------- | -------------------------------------------------------------------------- |
| Boerderij                                                                  | 1860 (ca)  |           | Hogedijk 1           | 51° 53' 32" NB, 4° 22' 53" OL | 0599/E-014        | Boerderij                                                                  |
| Boerderij                                                                  | 1860 (ca)  |           | Hogedijk 2           | 51° 53' 33" NB, 4° 22' 50" OL | 0599/E-015        | Boerderij                                                                  |
| Woonhuis in traditionele stijl                                             | 1884       |           | Pastoriedijk 399-401 | 51° 53' 32" NB, 4° 23' 8" OL  | 0599/E-391        | Meer afbeeldingen                                                          |
| Walradarstations, Wachtpost rivierpolitie (?) in Nieuwe Zakelijkheid stijl | circa 1935 |           | Pernisse Hoofd 15    | 51° 53' 40" NB, 4° 23' 21" OL | 0599/C-384b       | Walradarstations, Wachtpost rivierpolitie (?) in Nieuwe Zakelijkheid stijl |
| Voormalig politiepost                                                      | 1918       |           | Rondolaan 83         |                               | 0599/(nieuw-2021) | Voormalig politiepost                                                      |

## Prins Alexander
Het stadsdeel Prins Alexander kent 1 gemeentelijk monument:
| Object          | Bouwjaar | Architect     | Locatie          | Coördinaten                  | Nr.        | Afbeelding      |
| --------------- | -------- | ------------- | ---------------- | ---------------------------- | ---------- | --------------- |
| NH Immanuelkerk | 1967     | H.W.M. Hupkes | Berlagestraat 96 | 51° 56' 32" NB, 4° 33' 2" OL | 0599/E-404 | NH Immanuelkerk |

## Rotterdam Centrum
Het stadsdeel Rotterdam Centrum kent 115 gemeentelijke monumenten. Zie de Lijst van gemeentelijke monumenten in Rotterdam Centrum voor een overzicht.

## Rozenburg
Het stadsdeel Rozenburg kent 1 gemeentelijke monument:
| Object                        | Bouwjaar | Architect | Locatie       | Coördinaten | Nr.        | Afbeelding                    |
| ----------------------------- | -------- | --------- | ------------- | ----------- | ---------- | ----------------------------- |
| Voormalige smederij Rozenburg |          |           | Emmastraat 80 |             | 0599/E-381 | Voormalige smederij Rozenburg |

## Waalhaven
De wijk Waalhaven kent 9 gemeentelijke monumenten:
| Object                                                                         | Bouwjaar   | Architect | Locatie               | Coördinaten                   | Nr.         | Afbeelding                                                                     |
| ------------------------------------------------------------------------------ | ---------- | --------- | --------------------- | ----------------------------- | ----------- | ------------------------------------------------------------------------------ |
| Rotterdamsche Droogdok Maatschappij Complex                                    |            |           | De Rotterdamweg 40    | 51° 53' 49" NB, 4° 24' 59" OL | 0599/C-377  | Rotterdamsche Droogdok Maatschappij Complex                                    |
| Rotterdamsche Droogdok Maatschappij: Dokloods                                  |            |           | Directiekade 14-18    | 51° 53' 50" NB, 4° 25' 24" OL | 0599/C-377e | Rotterdamsche Droogdok Maatschappij: Dokloods                                  |
| Rotterdamsche Droogdok Maatschappij: Kantine                                   |            |           | Heijplaatstraat 3     | 51° 53' 49" NB, 4° 25' 20" OL | 0599/C-377d | Meer afbeeldingen                                                              |
| Rotterdamsche Droogdok Maatschappij: Hoofdkantoor                              |            |           | Heijplaatstraat 17    | 51° 53' 48" NB, 4° 25' 14" OL | 0599/C-377c | Meer afbeeldingen                                                              |
| Rotterdamsche Droogdok Maatschappij: Centraal Magazijn in Expressionisme stijl | circa 1930 |           | Heijplaatstraat 21    | 51° 53' 48" NB, 4° 25' 15" OL | 0599/C-377f | Rotterdamsche Droogdok Maatschappij: Centraal Magazijn in Expressionisme stijl |
| Rotterdamsche Droogdok Maatschappij: Machinefabriek                            |            |           | RDM-kade 55-59        | 51° 53' 47" NB, 4° 25' 10" OL | 0599/C-377a | Meer afbeeldingen                                                              |
| Rotterdamsche Droogdok Maatschappij: Onderzeebootloods                         |            |           | RDM-straat 1          | 51° 53' 55" NB, 4° 25' 8" OL  | 0599/C-377i | Rotterdamsche Droogdok Maatschappij: Onderzeebootloods                         |
| Rotterdamsche Droogdok Maatschappij: Scheepsbouwloods                          |            |           | Scheepsbouwweg 21     | 51° 53' 47" NB, 4° 25' 7" OL  | 0599/C-377b | Meer afbeeldingen                                                              |
| Walradarstations                                                               |            |           | Willem Egmondstraat 1 | 51° 53' 58" NB, 4° 26' 19" OL | 0599/C-384c | Walradarstations                                                               |